# Al-Ashraf ibn al-Adil
Al-Malik al-Ashraf Abu-l-Fath Mussa Mudhaffar-ad-Din ibn al-Adil, también conocido como Al-Ashraf I, Al-Ashraf Mudhaffar-ad-Din o Al-Ashraf ibn al-Adil (fallecido el 27 de agosto de 1237), fue un emir ayubí de Damasco.

## Señor de la Mesopotamia superior y lucha contra los cruzados
Era hijo del sultán Al-Adil I; su padre lo nombró responsable de la Mesopotamia superior (Yazira), cuyo gobierno estaba en Harrán, en el 1201. Se le asignó asimismo la ciudad de Ahlat. Gobernó la Yazira y Diyarbakır hasta el 1227. En junio del 1218, la quinta cruzada desembarcó en Egipto y al-Ashraf emprendió un ataque de diversión contra el condado de Trípoli, que no impidió que los cruzados se apoderasen de la Torre de la Cadena en Damieta, lo que franqueó a su flota el acceso a un brazo del Nilo. En el 1221 envió todas sus fuerzas en auxilio de su hermano al-Kamil, que consiguió derrotar a los cruzados (los rodeó y hubieron de que comprar la retirada al precio de entregar Damieta). Al mismo tiempo, los mongoles amenazaban al califa de Bagdad, que pidió socorro a al-Ashraf; este no pudo acudir en su auxilio, puesto que no disponía de más medios que los que ya había mandado a Egipto.

## Lucha entre hermanos por Damasco
En el 1222 al-Ashraf fue El Cairo, donde selló una alianza con su hermano al-Kamil ibn al-Adil contra otro de los hermanos, al-Muazzam ibn al-Adil de Damasco; este tuvo que ceder frente la liga de al-Ashraf y al-Kamil en dos ocasiones. La primera en la sucesión de Hama; cuando murió (1221/122) al-Mansur I Muhammad ibn Taki al-Din Umar (1191-1221/22), su señor, estallaron luchas por sucederle y al-Muazzam se quiso apoderar del principado, pero fue obligado a renunciar a él. La segunda tuvo que ver con la posesión de Ahlat, que Al-Muazzam reclamaba para sí; al-Ashraf pudo, sin embargo, conservarla. En el 1225, al-Muazzam se coligó con el corasmio Jalal ad-Din Mingburnu y entonces, merced a la amenaza de los corasmios a la Yazira, pudo imponer un acuerdo a su hermano; en septiembre del 1226 al-Ashraf acudió a Damasco a reconocer la soberanía de su hermano y a renunciar a sus posibles derechos feudales sobre Homs y Hama. Fue retenido como virtual prisionero hasta mayo/junio del 1227, pero repentinamente al-Muazzam murió el 2 de noviembre de 1227 y su hijo al-Nasir Dawud ibn al-Muazzam (1227-1229), de 21 años, reconoció la soberanía de al-Kamil de Egipto.
Al-Nasir Dawud buscó el apoyo de al-Ashraf, pero este y al-Kamil se reunieron en Tell al-Ayul, cerca de Gaza, y decidieron que aquel tendría que ceder Damasco a al-Ashraf (1228). Los dos hermanos aliados marcharon contra Damasco, que ocuparon después de un corto asedio el 15 de junio de 1229. Al-Nasir Dawud recibió en compensación por la pérdida de la ciudad el feudo de Kerak y al-Shabwbak, y al-Ashraf pasó a ser príncipe de Damasco. Todos reconocieron a al-Kamil como cabeza de la familia ayubí. Al-Ashraf renunció a sus dominios en Diyarbakır y la Yazira en favor de los príncipes locales que apoyaban el pacto y reconocían la autoridad de al-Kamil.
A finales del 1232, los selyúcidas de Rum atacaron y se adueñaron de Ahlat. En junio del 1234, el sultán al-Kamil emprendió la ofensiva contra ellos; partió de Salamíe hacia Mesopotamia superior, pero no tuvo éxito en la empresa a causa del poco apoyo y la falta de confianza de los otros príncipes ayubíes y aliados. Por ello volvió a El Cairo al cabo de un mes; justo tras su retirada, los selyúcidas acometieron a al-Ashraf. En consecuencia, al-Kamil tuvo que retornar a Siria en auxilio de su hermano; repelió a los atacantes, y permaneció una larga temporada en Damasco, hasta septiembre del 1236.

## Conflicto con al-Kamil y muerte
La sucesión en Alepo (1236) originó un conflicto entre al-Kamil y al-Ashraf. Este formó una coalición con algunos príncipes de Siria y con el sultán selyúcida Kaikubad I de Rum. Estaba a punto de estallar la guerra cuando al-Ashraf cayó enfermo y falleció pocos meses después, el 27 de agosto del 1237. Lo sucedió su hermano al-Salih Ismail ibn al-Adil.